# Canal du Ghor oriental
 (août 2013).
Si vous disposez d'ouvrages ou d'articles de référence ou si vous connaissez des sites web de qualité traitant du thème abordé ici, merci de compléter l'article en donnant les références utiles à sa vérifiabilité et en les liant à la section « Notes et références ».

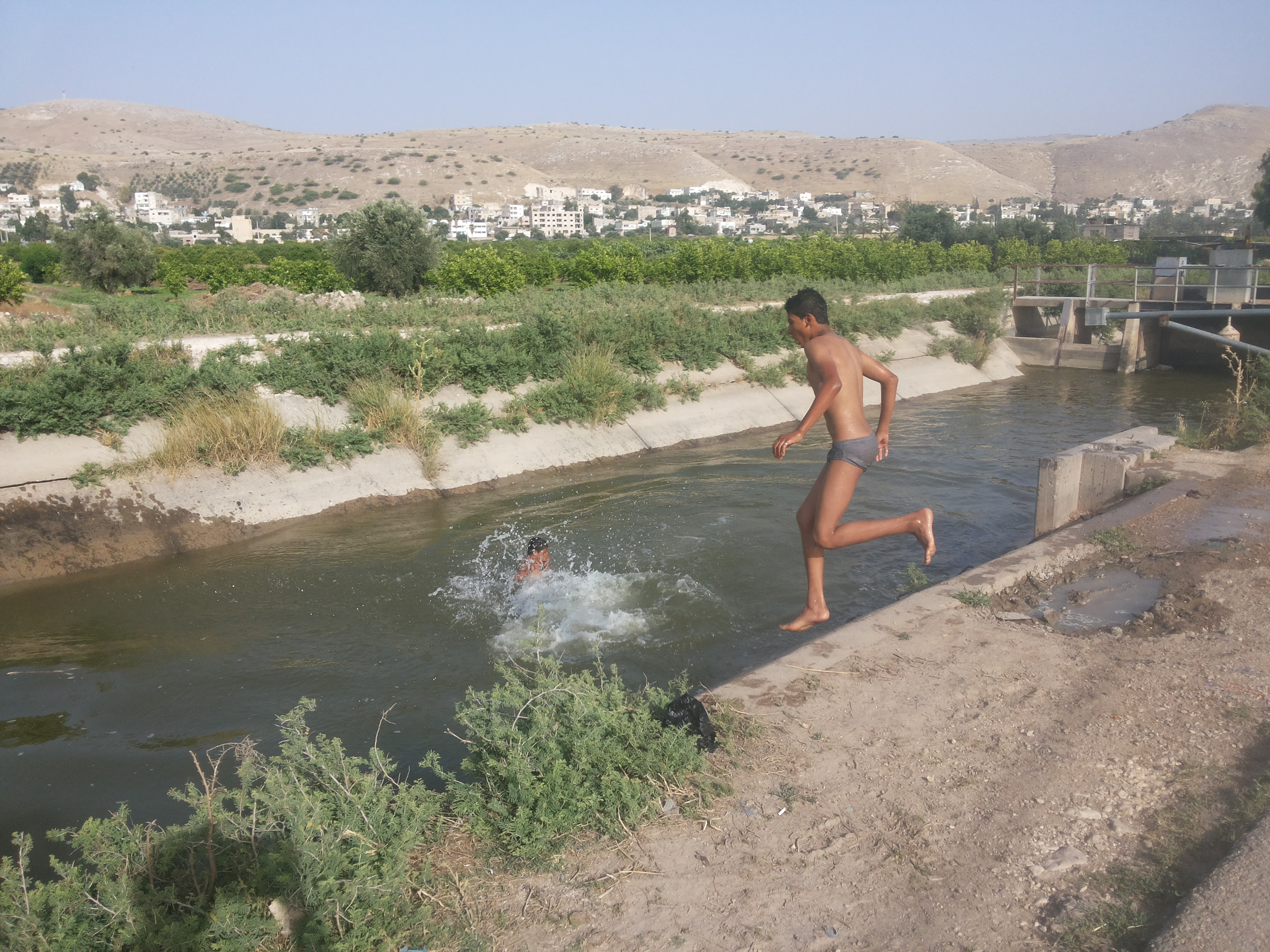
Le canal du roi Abdallah dans le Gouvernorat d'Irbid.

Le canal du Ghor oriental est un système de conduite d'eau qui s'étend depuis la confluence du Jourdain et du Yarmouk, jusqu'aux rives de la mer Morte, alimentant notamment Amman. Son eau est utilisée tant pour l'irrigation que pour les besoins domestiques. Le projet a été lancé en 1957 et sa construction a commencé en 1959, la première phase s'achevant en 1961. Des extensions sont réalisées en 1966, puis entre 1969 et 1987, où il a été renommé canal du Roi Abdallah en l'honneur de Abdallah Ier.